# 斯劳
斯勞（英語：Slough，發音：/slaʊ/），英國英格蘭東南區域的二級行政區（區級），擁有單一管理區、自治市鎮地位，有119,500人口，佔地32.54平方公里。名譽的伯克郡（一級行政區─郡級）包含斯勞。
斯勞南與伯克郡的溫莎-梅登黑德相鄰，北與白金漢郡的白金漢郡南區相鄰，

## 歷史
斯勞在1196年首次出現在文獻中，當時稱為Slo，1336年則稱為Sloo，1437年被稱呼為Le Slowe、Slowe或者Slow。

## 地方沿革

### －1960年代
斯勞長久以來都是白金漢郡的一部分。1863年，斯勞成立首個地方政府。
《1894年地方政府法案》在1894年4月1日生效，全數廢除574個衛生區（Sanitary District，包括：鎮衛生區、鄉衛生區），被692個新的鄉區取締。以現今斯勞的範圍為例：。
1938年，斯勞升格成為Municipal Borough。
《1972年地方政府法案》在1974年4月1日生效，斯勞改歸伯克郡所轄，成為非都市區（Non-metropolitan district），並獲得Borough地位，而布里特韋爾（Britwell）、韋克斯漢姆（Wexham）納入斯勞範圍。1995年，斯勞的範圍稍微向東擴張了一點，納入科恩布魯克（Colnbrook）、Poyle。在1992年成立的英格蘭地方政府委員會（Local Government Commission for England）的建議下，伯克郡議會於1998年4月1日廢除，伯克郡議會於1998年4月1日廢除，斯勞成為單一管理區（附帶成為Borough），不再是都市區。

### 1990年代－

#### 從屬
每一個名譽郡都有一個代表英國皇室但沒有實權的郡尉（Lord Lieutenant）常駐，名譽的伯克郡包含西伯克郡、雷丁、沃金厄姆、布拉克內爾森林、温莎-梅登黑德、斯勞在內。非都市郡與單一管理區沒有從屬關係，以上6個單一管理區已脫離非都市的伯克郡，行政上與任何英格蘭的郡也互不相干。伯克郡再沒有管轄任何地方；從行政的角度看，伯克郡只是地理名詞而已。

## 人口
在英國裡，斯勞是民族多樣性第2高的地方（倫敦第1，萊斯特第3），指數達0.62（最高為「1」）。

## 地理

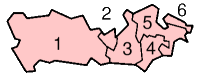
伯克郡行政區劃圖：
1. 西伯克郡
2. 雷丁
3. 沃金厄姆
4. 布拉克內爾森林
5. 溫莎-梅登黑德
6. 斯勞

斯勞南與伯克郡的溫莎-梅登黑德相鄰，北與白金漢郡的白金漢郡南相鄰。

### 附近城市
以下列出斯勞丁附近的大城市（方位以斯勞為量度點）：
| 城市           | 方位     | 距離（公里 / 英里） | 距離（公里 / 英里） | 備註     | 備註         |
| -------------- | -------- | ------------------- | ------------------- | -------- | ------------ |
| 倫敦（西敏宮） | 東       | 32 km               | 20 mi               | 英國首都 | 英國首都     |
| 雷丁           | 西       | 27 km               | 17 mi               | 位於     | 伯克郡       |
| 牛津           | 西北     | 53 km               | 33 mi               | 位於     | 牛津郡       |
| 南安普敦       | 西南     | 88 km               | 55 mi               | 位於     | 漢普郡       |
| 斯溫登         | 西       | 82 km               | 51 mi               | 位於     | 威爾特郡     |
| 盧頓           | 東北偏北 | 43 km               | 27 mi               | 位於     | 貝德福德郡   |
| 北安普敦       | 西北偏北 | 83 km               | 52 mi               | 位於     | 北安普敦郡   |
| 樸茨茅斯       | 西南偏南 | 86 km               | 53 mi               | 位於     | 漢普郡       |
| 布賴頓         | 東南偏南 | 83 km               | 52 mi               | 位於     | 東薩塞克斯郡 |
| 濱海紹森德     | 東       | 91 km               | 57 mi               | 位於     | 埃塞克斯郡   |
| 劍橋           | 東北     | 92 km               | 57 mi               | 位於     | 位於劍橋郡   |
| 米爾頓凱恩斯   | 北       | 59 km               | 37 mi               | 位於     | 位於白金漢郡 |

## 教育
- 泰晤士河谷大學（分布於斯勞、雷丁、倫敦伊靈）

## 著名企業
- Mars Inc.

## 姊妹城市
| 城市         | 所屬國家 | 年份     |
| ------------ | -------- | -------- |
| 滨海蒙特勒伊 | 法國     | 1988年－ |
| 里加         | 拉脫維亞 | 2006年－ |

## 外部連結
- 斯勞市議會 （页面存档备份，存于）
- Slough Community Information Database
- Slough Schools Online
- Slough Arts Info （页面存档备份，存于）
- Slough Council for Voluntary Services （页面存档备份，存于）
- Volunteer Centre Slough （页面存档备份，存于）
- Slough Community Leisure

51°30′36″N 0°35′35″W / 51.51000°N 0.59306°W